# Marie Madeleine (Le Pérugin)
Pour les articles homonymes, voir Marie-Madeleine.
Marie Madeleine  (en italien : Maria Maddalena) est une peinture religieuse à l'huile sur bois du Pérugin, 1500 environ, conservée à la Galerie Palatine à Florence.

## Histoire
L'œuvre attribuée au Pérugin figure dans l'inventaire du Palais Pitti depuis 1641.
Dans celui de 1691, elle est attribuée à Raphaël.
À partir de 1695, le tableau est toujours considéré comme un « pendant » du portrait de François Marie Ier della Rovere (Galerie des Offices), généralement attribué à Raphaël.
De 1797 à 1803 la peinture a été envoyée à Palerme comme travail de Franciabigio, mais à l'époque surgit l'hypothèse Léonard de Vinci, reprise par Luigi Lanzi. Par la suite elle fut attribuée aussi à Giacomo Francia (inventaires 1810, 1815 et 1829).
L'attribution au Pérugin est aujourd'hui communément acceptée par la critique moderne. Une version similaire du même sujet par Raphaël a par ailleurs été autentifiée en 2023. Cette Marie Madeleine est conservée dans une collection privée française.

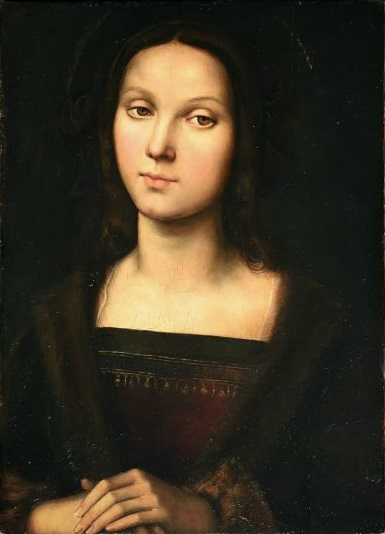
Raphaël, Marie Madeleine, vers 1505 – Collection privée.

## Thème
L'œuvre illustre un thème de l'iconographie chrétienne, celui de la sainte Marie Madeleine, une disciple de Jésus de Nazareth

## Description
Marie Madeleine est représentée en  buste tournée des trois-quarts vers la gauche en méditation, le regard rêveur, dirigé obliquement sur la droite.
La figure émerge d'un fond sombre avec des tons doux et modulés rappelant le sfumato de Léonard de Vinci tandis que la pose, les mains appuyées sur un parapet imaginaire est inspirée des œuvres flamandes, en particulier celles de Hans Memling.
Les détails sont finement représentés comme la veste bordée d'une pelisse, rendue par des très fins traits de pointe de pinceau et les dessins du décolleté et de la manche gauche.
La sainte porte une fine auréole dorée.
L'œuvre est comparable à La Vierge à l'Enfant entre les saints Jean-Baptiste et Catherine d'Alexandrie du Louvre, avec le même fond sombre et attribuée à la même époque.

## Analyse
Le tableau est stylistiquement proche de l'effigie de Marie, inspiré par celui de Chiara Fancelli.
Contrairement aux représentations picturales dans l'art sacré, où Marie Madeleine est très souvent représentée dénudée, avec les cheveux longs et dénoués, comme les prostituées de Palestine ici Le Pérugin la peint à l'identique d'une Vierge dans une pose imposant la réspéctabilité.

## Sources
- (it) Cet article est partiellement ou en totalité issu de l’article de Wikipédia en italien intitulé « Maria Maddalena (Perugino) » (voir la liste des auteurs).